# Sở Giáp Ngao
Sở Giáp Ngao (chữ Hán: 楚郏敖, trị vì 544 TCN-541 TCN), tên thật là Hùng Viên (熊員), là vị vua thứ 28 của nước Sở - chư hầu nhà Chu trong lịch sử Trung Quốc.
Ông là con của Sở Khang Vương, vua thứ 27 của nước Sở. Năm 545 TCN Sở Khang Vương chết, Lệnh doãn Khuất Kiến lập ông làm vua.
Từ khi Hùng Viên nối ngôi, mọi quyền hành đều do Khuất Kiến nắm, nhưng ít lâu sau Khuất Kiến mất, người chú lớn nhất của ông là công tử Vi được lên làm Lệnh doãn, năm hết mọi quyền hành, ông không có thực quyền trong tay. Công tử Vi lại cậy tài kiêu ngạo, nghi lễ ngang với chư hầu, Hùng Viên không làm được gì.
Năm 541 TCN, công tử Vi sai em là công tử Hắc Quang (cũng là chú của Giáp Ngao) và hàng tướng nước Tấn sang là Bá Châu Lê sửa sang các thành Su, Lịch và Cáp, chuẩn bị đánh nước Trịnh. Sau đó công tử Vi cùng Ngũ Cử đi sang nước Trịnh sính lễ, giữa đường công tử Vi quay lại, để Ngũ Cử sang Trịnh một mình.
Trở về cung, công tử Vi thắt cổ giết chết Giáp Ngao và tự lập làm vua, tức là Sở Linh vương. Hai con ông là công tử Mộ và công tử Bình cũng bị giết.
Sở Giáp Ngao làm vua được 4 năm.